# Instituto Nacional de Estatística (Portugal)

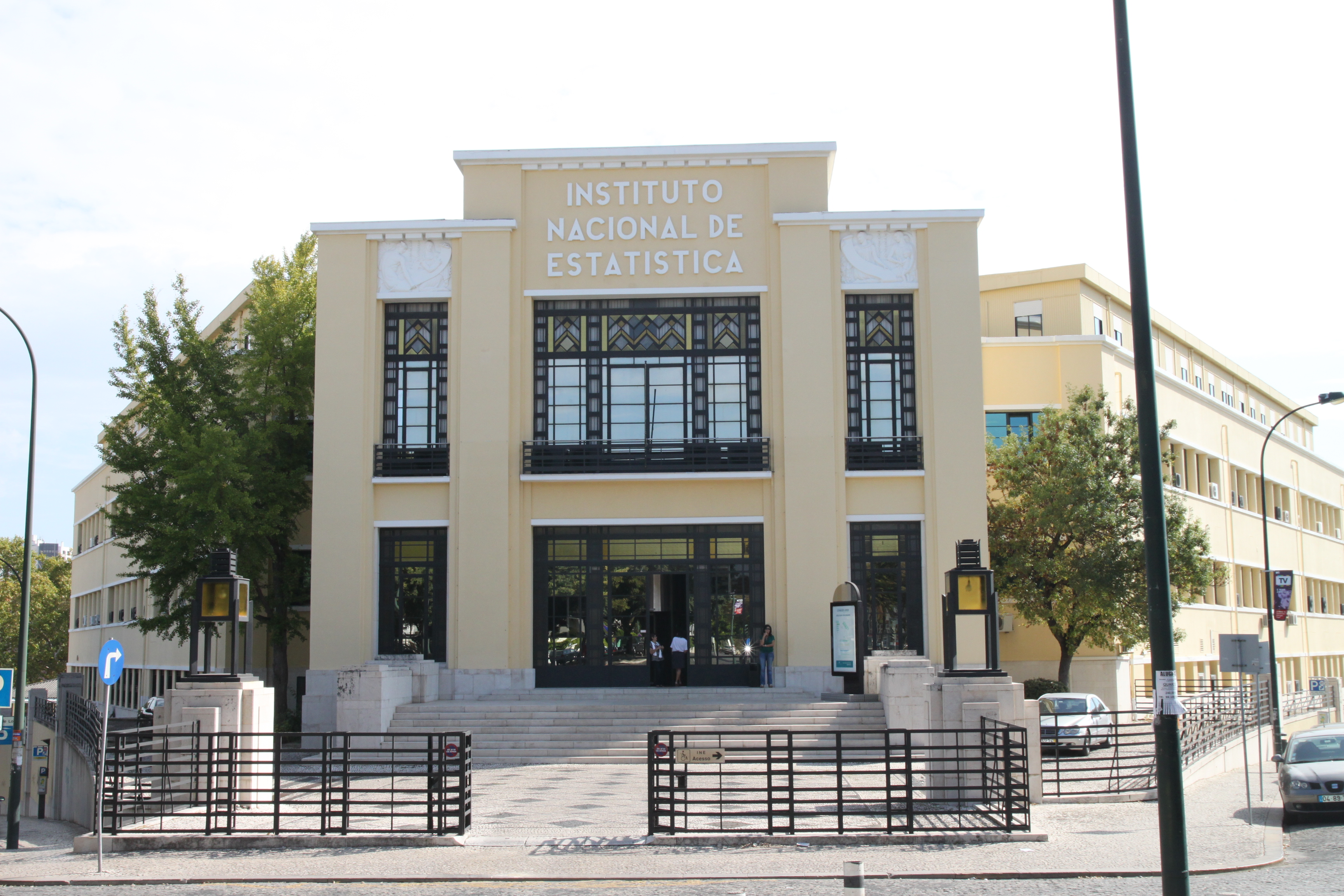
Entrada principal del INE en Lisboa.

El Instituto Nacional de Estatística (también conocido por sus siglas INE, pronunciado "iné") es el organismo oficial portugués responsable de la producción y difusión de la estadística oficial, así como de la coordinación, el desarrollo y la difusión de la actividad estadística nacional. El INE fue establecido en 1935 por la transformación de Dirección General de Estadística. El Instituto Nacional de Estadística está bajo la autoridad de la Presidencia del Gabinete del ministro de la Presidencia y Asuntos Parlamentarios.

## Historia
El Instituto Nacional de Estatística (INE) fue creado el 23 de mayo de 1935. Le fueron atribuidas las siguientes funciones: 

“funções de notação, elaboração, publicação e comparação dos elementos estatísticos referentes aos aspectos da vida portuguesa que interessam à Nação, ao Estado e à ciência”
 Lei nº 1911 de 23 de mayo de 1935.

Su creación es la culminación de un largo proceso de centralización del sistema estadístico nacional, cuyas raíces se remontan al siglo XVIII. El INE venía a poner “Ordem e a Razão” en la producción y difusión de los datos necesarios para la “boa governação”, o sea, a contribuir a “tirar o Governo do País do empirismo em que tinha caído”, beneficiándose de la tradición de centralismo políticoadministrativo vivida en Portugal desde su fundación.
Su primer director general fue Armindo Monteiro, que ocupó el cargo hasta 1938. En su ausencia, Casimiro António Chambica da Fonseca figuraba como director general interino.

## Censos
El último estudio nacional, considerado como censo o censo de población, realizado por este instituto se realizó en todo el país en 2021.